# Dienstaltersmedaille der Strafanstaltbeamten
Die Dienstaltersauszeichnung der Strafanstaltbeamten war eine Dienstauszeichnung des Königreiches Italien, welche in zwei Stufen gestiftet wurde. Die silberne oder vergoldete Medaille zeigt auf ihrem Avers die Göttin Italia neben einem Löwen, der vor einem Tor sitzt und dieses bewacht. Das Revers zeigt die vierzeilige Inschrift AL / MERITO DI / SERVIZIO (Für Verdienste im Dienste). Getragen wurde die Medaille oberhalb der linken Brusttasche des Beliehenen an einem blau-grün-weiß-rot-blauen gestreiften Bande.